# Reattore nucleare Magnox

Schema di un reattore Magnox.
1. Meccanismo di controllo
2. Barre di controllo
3. Edificio del reattore
4. Contenitore del nocciolo
5. Moderatore di grafite
6. Barre di combustibile
7. Condotto gas caldo
8. Scambiatore di calore - generatore di vapore
9. Pompa
10. Condotto gas raffreddato
11. Circolatore
12. Uscita vapore
13. Acqua di raffreddamento

Il Magnox è stato il primo reattore nucleare di potenza elevata connesso ad una rete elettrica, sono reattori di tipologia GCR, cioè reattori moderati a grafite e con un gas come fluido termovettore. Di concezione inglese, il primo esemplare è diventato critico ed è stato allacciato alla rete nel 1956, e disconnesso definitivamente nel 2003. 
Con riferimento alla figura, il funzionamento di questo tipo di reattore è il seguente: in un blocco di moderatore (grafite) vengono introdotte le barre di combustibile, sostanzialmente barre di uranio naturale metallico contenute in una guaina in lega di magnesio, la Magnox-Al 80. Nello stesso corpo sono alloggiate le barre di controllo usate per modulare il flusso di neutroni.
Attraverso il nocciolo, costituito appunto da moderatore e barre, passa un flusso di gas (anidride carbonica) entro canali appositi, mosso dai circolatori; l'anidride carbonica si riscalda e viene in seguito convogliata e messa a contatto coi i tubi della caldaia, in cui circola acqua grazie alla pompa; il vapore creatosi passa in una turbina a vapore a cui è connessa un generatore elettrico convenzionale che produce elettricità. La turbina è seguita da un condensatore, che condensa il vapore e restituisce così acqua liquida da pompare nello scambiatore di calore, in circuito chiuso. La parte calda del reattore è contenuta in uno schermo biologico, in pratica un muro di calcestruzzo armato di grande spessore, rivestito internamente di acciaio.
Gli ultimi Magnox sono stati installati negli anni settanta. Non esistono più reattori Magnox in funzione, con l'ultimo Wylfa 1, chiuso nel 2015. Il reattore Magnox è considerato superato nel genere dei modelli moderati a grafite e raffreddati a gas.
Era di questo tipo il reattore della centrale nucleare di Latina nel basso Lazio.
La filiera dei reattori Magnox è stata abbandonata successivamente a favore della filiera degli AGR (Advanced Gas-cooled Reactor), in cui si è passati dall'impiego come combustibile dall'uranio naturale all'uranio arricchito. Il materiale della guaina che racchiude il combustibile è stato sostituito con l'acciaio inossidabile, il quale permette temperature massime più elevate. Le varie migliorie impiegate per questa tipologia di reattori permettono di raggiungere elevate temperature di esercizio, con produzione di vapore acqueo di qualità comparabili (160 bar, 540 °C) a quelle di una centrale a combustibile convenzionale. Nel Regno Unito il programma di costruzione di questa tipologia di reattori iniziò nel 1976 e terminò nel 1989 la costruzione dei 14 reattori previsti.

## Il Magnox nel mondo
Tutti i reattori per la produzione di energia elettrica di questa tipologia sono stati dismessi. 
| Reattori dismessi                         |                    |         |                    |                         |                        |                  |
| Centrale                                  | Potenza netta (MW) | Modello | Inizio costruzione | Allacciamento alla rete | Produzione commerciale | Dismissione      |
| Latina (Italia)                           | 153                | Magnox  | 1º novembre 1958   | 12 maggio 1963          | 1º gennaio 1964        | 1º dicembre 1987 |
| Tokai (Giappone) (Reattore 1)             | 137                | Magnox  | 1º marzo 1961      | 10 novembre 1965        | 25 luglio 1966         | 31 marzo 1998    |
| Berkeley (Regno Unito) (Reattore 1)       | 138                | Magnox  | 1º gennaio 1957    | 12 giugno 1962          | 12 giugno 1962         | 31 marzo 1989    |
| Berkeley (Regno Unito) (Reattore 2)       | 138                | Magnox  | 1º gennaio 1957    | 24 giugno 1962          | 20 ottobre 1962        | 2 ottobre 1988   |
| Bradwell (Regno Unito) (Reattore 1)       | 138                | Magnox  | 1º gennaio 1957    | 1º luglio 1962          | 1º luglio 1962         | 30 marzo 2002    |
| Bradwell (Regno Unito) (Reattore 2)       | 138                | Magnox  | 1º gennaio 1957    | 1º luglio 1962          | 12 novembre 1962       | 30 marzo 2002    |
| Calder Hall (Regno Unito) (Reattore 1)    | 49                 | Magnox  | 1º agosto 1953     | 27 agosto 1956          | 1º ottobre 1956        | 31 marzo 2003    |
| Calder Hall (Regno Unito) (Reattore 2)    | 49                 | Magnox  | 1º agosto 1953     | 1º febbraio 1957        | 1º febbraio 1957       | 31 marzo 2003    |
| Calder Hall (Regno Unito) (Reattore 3)    | 49                 | Magnox  | 1º agosto 1955     | 1º marzo 1958           | 1º maggio 1958         | 31 marzo 2003    |
| Calder Hall (Regno Unito) (Reattore 4)    | 49                 | Magnox  | 1º agosto 1955     | 1º aprile 1959          | 1º aprile 1959         | 31 marzo 2003    |
| Chapelcross (Regno Unito) (Reattore 1)    | 48                 | Magnox  | 1º ottobre 1955    | 1º febbraio 1959        | 1º marzo 1959          | 29 giugno 2004   |
| Chapelcross (Regno Unito) (Reattore 2)    | 48                 | Magnox  | 1º ottobre 1955    | 1º settembre 1959       | 1º agosto 1959         | 29 giugno 2004   |
| Chapelcross (Regno Unito) (Reattore 3)    | 48                 | Magnox  | 1º ottobre 1955    | 1º novembre 1959        | 1º dicembre 1959       | 29 giugno 2004   |
| Chapelcross (Regno Unito) (Reattore 4)    | 48                 | Magnox  | 1º ottobre 1955    | 1º gennaio 1960         | 1º marzo 1960          | 29 giugno 2004   |
| Dungeness (Regno Unito) (Reattore A1)     | 225                | Magnox  | 1º luglio 1960     | 21 settembre 1965       | 28 ottobre 1965        | 31 dicembre 2006 |
| Dungeness (Regno Unito) (Reattore A2)     | 225                | Magnox  | 1º luglio 1960     | 1º novembre 1965        | 30 dicembre 1965       | 31 dicembre 2006 |
| Hinkley Point (Regno Unito) (Reattore A1) | 235                | Magnox  | 1º novembre 1957   | 16 febbraio 1965        | 30 marzo 1965          | 23 maggio 2000   |
| Hinkley Point (Regno Unito) (Reattore A2) | 235                | Magnox  | 1º novembre 1957   | 19 marzo 1965           | 5 maggio 1965          | 23 maggio 2000   |
| Hunterston (Regno Unito) (Reattore A1)    | 150                | Magnox  | 1º ottobre 1957    | 5 febbraio 1964         | 5 febbraio 1964        | 30 marzo 1990    |
| Hunterston (Regno Unito) (Reattore A2)    | 150                | Magnox  | 1º ottobre 1957    | 1º giugno 1964          | 1º settembre 1964      | 31 dicembre 1989 |
| Oldbury (Regno Unito) (Reattore 1)        | 217                | Magnox  | 1º maggio 1962     | 7 novembre 1967         | 31 dicembre 1967       | 29 febbraio 2012 |
| Oldbury (Regno Unito) (Reattore 2)        | 217                | Magnox  | 1º maggio 1962     | 6 aprile 1968           | 30 settembre 1968      | 30 giugno 2011   |
| Sizewell (Regno Unito) (Reattore A1)      | 210                | Magnox  | 1º aprile 1961     | 21 gennaio 1966         | 25 marzo 1966          | 31 dicembre 2006 |
| Sizewell (Regno Unito) (Reattore A2)      | 210                | Magnox  | 1º aprile 1961     | 9 aprile 1966           | 15 settembre 1966      | 31 dicembre 2006 |
| Trawsfynydd (Regno Unito) (Reattore 1)    | 195                | Magnox  | 1º luglio 1959     | 14 gennaio 1965         | 24 marzo 1965          | 5 febbraio 1991  |
| Trawsfynydd (Regno Unito) (Reattore 2)    | 195                | Magnox  | 1º luglio 1959     | 2 febbraio 1965         | 24 marzo 1965          | 5 febbraio 1991  |
| Wylfa (Regno Unito) (Reattore 1)          | 490                | Magnox  | 1º settembre 1963  | 24 gennaio 1971         | 1º novembre 1971       | 30 dicembre 2015 |
| Wylfa (Regno Unito) (Reattore 2)          | 490                | Magnox  | 1º settembre 1963  | 21 luglio 1971          | 3 gennaio 1972         | 25 aprile 2012   |